# Estación Maestranza
Maestranza es una estación ferroviaria ubicada en la comuna chilena de San Bernardo y es parte de la Línea Troncal Sur de la Empresa de los Ferrocarriles del Estado (EFE).

## Historia

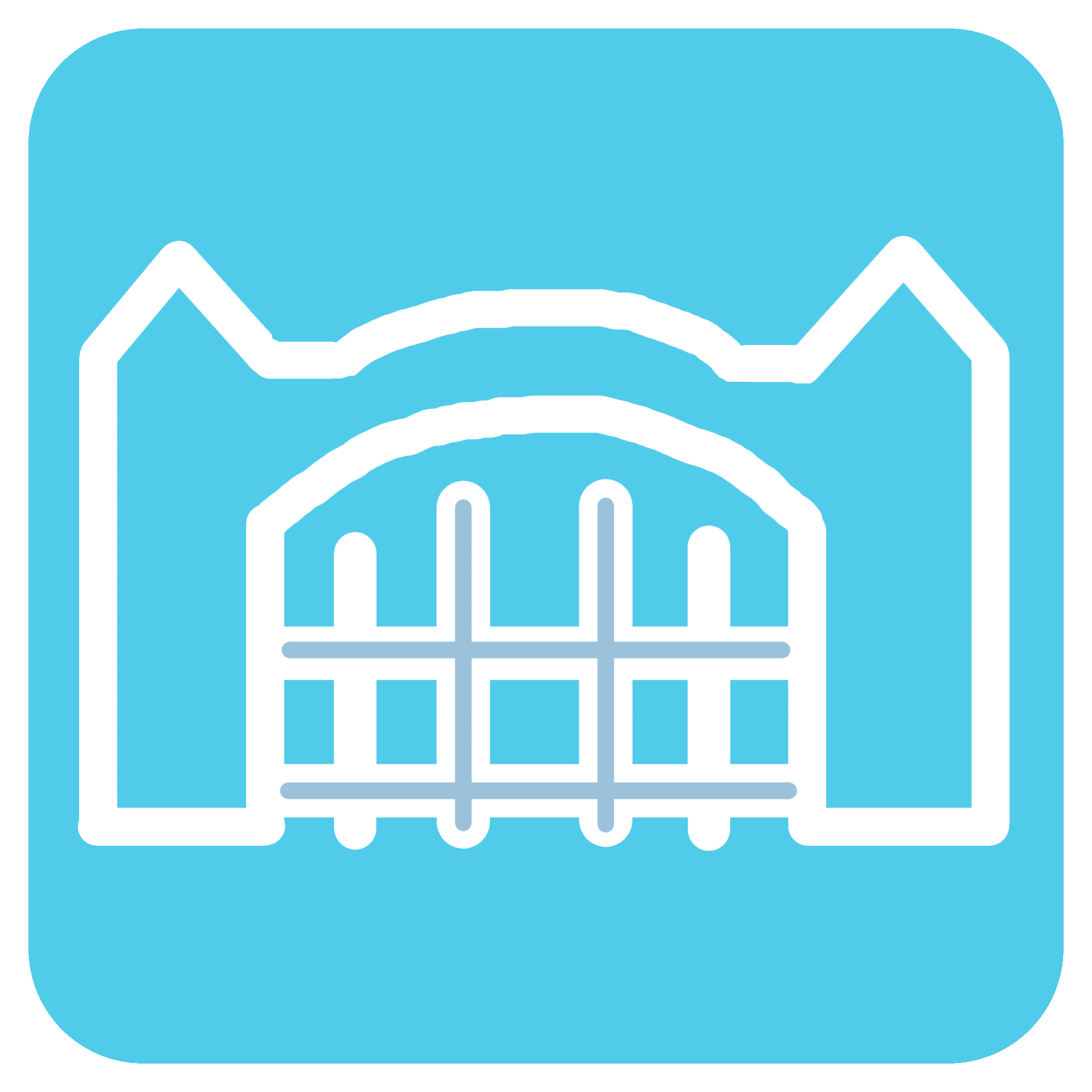
Pictograma que identificaba a la estación en 2001.

La construcción del ferrocarril del sur, iniciada en 1855, para unir santiago a Talca, fue una decisión que influyó significativamente en el crecimiento de San Bernardo, ya que en esta comuna se instaló una de las estaciones de servicio de este medio de transporte. A cargo de esta obra estuvo el estadounidense Walton Evans, a quien se le encargó la revisión de los primeros 16 kilómetros de vía entre la estación Santiago y San Bernardo, pero la construcción de la estación en si no posee un autor directo.
La estación se inauguró en septiembre de 1857, durante la presidencia de Manuel Montt. El paso del ferrocarril por San Bernardo significó un reordenamiento y valorización de las propiedades que entonces estaban surgiendo en ese territorio. Además se crearon viñas, moliendas y otras actividades vinculadas a la creciente industrialización agrícola. Esto provocó que se crearan ramales o desvíos ferroviarios, para trenes a vapor o “carros de sangre”, desde la estación a molinos, o criaderos de plantas como la de Santa Inés, como también a la hacienda Lo Herrera.
A partir de la segunda mitad del siglo XIX San Bernardo se convirtió en una ciudad de veraneo donde los santiaguinos iban en busca de aire fresco y tranquilidad, esto a causa y consecuencia de la construcción de la estación de tren.
Desde 1920 en la comuna de San Bernardo funcionó la Maestranza Central de San Bernardo de los Ferrocarriles del Estado, lo que propició el desarrollo de la ciudad en torno a la actividad ferroviaria.
Fue declarada Monumento histórico el 17 de septiembre de 1981 en la categoría según uso como estructura ferroviaria.
En el año 1996, luego de una licitación, la empresa Inversiones e Inmobiliaria Sur S.A. se adjudicó el recinto, formando junto a la Empresa de los Ferrocarriles del Estado la sociedad de Desarrollo Inmobiliario de San Bernardo S.A. (DIBSA), que se encargó de destruir una parte muy importante del patrimonio nacional, demoliendo la mayor parte de los antiguos talleres, conservándose para la posteridad solamente el Pabellón Central (donde eran reparadas las locomotoras) y el pórtico de entrada por Avenida Portales, que quedó obstruido por la construcción de viviendas. 
Los accionistas llegaron a un acuerdo en el que se estipuló la construcción de la estación Maestranza de Metrotren, en un terreno de 7700 m².
Dentro de las novedades que tenía era un diseño funcional adecuado para servicios de cercanías, y un paso peatonal bajo nivel de la vía, que era el segundo construido en el país, luego del existente en la Antigua Estación Central de Concepción.
En 2005, se le hicieron unas pequeñas remodelaciones en el sector de boleterías, la instalación de torniquetes, y el mejoramiento de la iluminación.

## Conexión con Red Metropolitana de Movilidad
El ingreso a la estación es por medio de torniquetes, utilizando el sistema integrado de la tarjeta bip.
La estación posee 2 paraderos de la Red Metropolitana de Movilidad en sus alrededores, los cuales corresponden a:
| Paradero / Código                      | Recorridos                                  |
| -------------------------------------- | ------------------------------------------- |
| Parada 1 / Estación Maestranza (PG736) | 217e (Metro Santa Ana) - G02 (Catemito)     |
| Parada 2 / Estación Maestranza (PG261) | 217e (Maestranza) - G02 (Puente Los Morros) |